# Хайлвига фон Ленгенфелд
Хайлвига фон Ленгенфелд (на немски: Heilwig von Lengenfeld; Heilwiga; † 1160) е наследница на Господство Валдек и чрез женитба графиня на Лойхтенберг.

## Биография
Тя е дъщеря на граф Фридрих III фон Петендорф-Ленгенфелд-Хопфенлое († 1119) и съпругата му Хайлика Швабска († сл. 1110), която е дъщеря на херцог Фридрих I от Швабия и Агнес фон Вайблинген, втората дъщеря на император Хайнрих IV и Берта Савойска. Сестра е на Хейлика от Ленгенфелд, която се омъжва през 1116 г. за Ото V от Шайерн († 1156), пфалцграф на Бавария.
Хайлвига се омъжва за Гебхардт I фон Лойхтенберг († 1146). Тя е наследница на Господството Валдек в Горен Пфалц.
Погребена е заедно с нейния съпруг Гебхардт и други членове на фамилията в манастир Енсдорф.

## Деца
- Фридрих I († 1146/1155)
- Гебхардт II (1146 – 1168), издигнат на граф на Лойхтенберг (1158 – 1168)
- Марквард (* 1146, † 1166/1168)